# Oin-Oin
Pour l’article ayant un titre homophone, voir Ouin-Ouin.
Oin-Oin est la figure de nombreuses histoires drôles circulant en Suisse romande, en particulier dans le canton de Vaud. 

## Le personnage
« Oin-Oin » est une création du chanteur-auteur (montreusien ) Pierre Dudan, à qui l'on doit, notamment Clopin-Clopant sur une musique de Bruno Coquatrix. 
Le personnage de Oin-Oin est apparemment assez simplet, mais parvient toujours à s'en sortir avec un certain humour et un sens de la repartie qui n'appartient qu'à lui. Il égrène ses histoires au rythme chaloupé de son accent nasillard. 
L'origine de ce personnage est une série diffusée dès 1958 sur la radio suisse romande, Oin-Oin y étant incarné par Claude Blanc, Emile Gardaz incarnant son alter ego Milliquet. Le personnage a par ailleurs fait l'objet de plusieurs livres.
En France, le personnage - appelé « Ouin-Ouin » - a été interprété dans quelques sketchs à la télévision par Antoine de Caunes, dans l'émission de Canal+ Nulle part ailleurs.

## D'après une personne ayant existé
Le personnage de Oin-Oin a pour modèle Amédée-Célestin Rossillon, fils de Jacques et de Joséphine Burdallet, un graveur à la main né le 27 septembre 1852 à Carouge (Genève), parti travailler comme graveur en décoration en horlogerie à La Chaux-de-Fonds en 1878, dans diverses entreprises. Il tenait son surnom de sa manière de dire « oui », qu'on entendait « oin » - une élocution due à un bec-de-lièvre qu'il cachait par une moustache. On prête par ailleurs à cet amateur d'absinthe et de bière une descente assez impressionnante dès qu'il s'agissait d'alcool. 
Rossillon épouse le 11 février 1888 à l'âge de 36 ans la restauratrice Anna-Barbara Sauser née Ruprecht, veuve de Daniel. Dans son trousseau, elle amène un fauteuil, lui apportant une horloge au ménage. L'union est cependant restée stérile. L'homme s'éteint le 17 mars 1923 à l'asile de Vessy à Veyrier.